# Lomada de Leiva
La explotación minera Lomada de Leiva está ubicada a unos 48km al suroeste de la localidad de Perito Moreno, en el Departamento Lago Buenos Aires, al noroeste de la Provincia de Santa Cruz, en la región patagónica argentina. 
Forma parte del bloque de propiedades La Paloma, que en total suman una superficie de 44km², adquirido por Patagonia Gold S.A. a subsidiarias de Barrick Gold Corp. en febrero de 2007.
Lomada de Leiva se encuentra sobre la porción noroeste del distrito geológico conocido como Macizo del Deseado, un complejo volcánico jurásico reconocido por su potencialidad de reservas de oro y plata.
Desde principios de los años 2000, en la región se han instalado importantes explotaciones mineras, tales como Cerro Vanguardia, Cerro Negro y Manantial Espejo, entre otras.

## Geología y mineralización
Las rocas jurásicas propias de la mineralización general presente en el Macizo del Deseado, presentan en Lomada de Leiva una tendencia sub-horizontal, con ángulo de hundimiento de unos 20 grados y un espesor estimado de 400 metros, formando una especie de corredor de mineralización.
La mineralización de oro es claramente epitermal de baja sulfuración, alojada en una estructura de dilatación, con escasa presencia de cuarzo y adularia.

## Recursos y producción
Hacia fines del año 2007, un estudio independiente informó que la explotación tiene un recurso de 235 000 onzas de oro, con un promedio de 0,84g/ton, con por lo menos el 60% del recurso calificado como indicado o inferido.
Una información más precisa indica que los recursos alcanzan 161 346 onzas/oro indicadas y 73 726 onzas/oro inferidas.
Hacia finales del año 2014, la empresa Patagonia Gold informó que la producción se calculaba en 26 900 onzas de oro, alcanzando la meta prevista para el período.

En una gacetilla de prensa emitida hacia finales del 2015, se informó que la producción del año 2015 se estimaba en 21 542 onzas de oro, un volumen inferior a las 31 000 onzas proyectadas para el período anual.
En la misma gacetilla se informa que Patagonia Gold S.A. proyecta iniciar hacia abril de 2016 la expansión de la explotación actual y tareas de exploración en propiedades aledañas a Lomada de Leiva, con el objeto de extender la vida útil e incrementar el recurso de la explotación.